# Hesperocharis graphites
Hesperocharis graphites is een vlindersoort uit de familie van de Pieridae (witjes), onderfamilie Pierinae.
Hesperocharis graphites werd in 1864 beschreven door H. Bates.